# Eleições estaduais no Ceará em 1945
As eleições estaduais no Ceará em 1945 ocorreram em 2 de dezembro sob as regras fixadas no decreto-lei 7.586 e numa resolução do Tribunal Superior Eleitoral publicada em 8 de setembro como parte das eleições no Distrito Federal, 20 estados e no território federal do Acre para escolher os membros da Assembleia Nacional Constituinte destinada a elaborar a Constituição de 1946 e assim restaurar a democracia após o Estado Novo. No Ceará foram eleitos dois senadores e dezessete deputados federais.
Deputado estadual cassado durante a Revolução de 1930, o advogado e professor Menezes Pimentel foi eleito governador em 1935 pela Assembleia Legislativa do Ceará e dois anos depois a decretação do Estado Novo o levou à condição de representante da Era Vargas em seu estado até renunciar à interventoria em 1945. Natural de Santa Quitéria e formado em 1914 pela Universidade Federal do Ceará, lecionou na instituição e foi membro do Tribunal Regional Eleitoral antes de subir ao poder. Tal fato não livrou os aliados do regime deposto de uma derrota: o antigo interventor foi o antepenúltimo colocado na disputa para senador e seus aliados no PSD elegeram apenas cinco dos dezessete deputados federais cearenses.
Em sentido inverso a UDN elegeu dez deputados federais e o senador Plínio Pompeu. Nascido em Ipu, ele tem formação em Engenharia e trabalhou nos estados do Rio de Janeiro e São Paulo, além do Ceará, onde prestou serviços à Rede de Viação Cearense e atuou como inspetor de secas e supervisor de obras públicas. Prefeito de Fortaleza em parte dos anos 1930, foi eleito deputado federal em 1934 e teve o mandato extinto no Estado Novo, retornando agora à política.
As eleições cearenses reservaram uma surpresa relacionada ao desempenho do PPS, legenda comandada por José Adriano Marrey Júnior e que elegeu no estado dois deputados federais e o senador Olavo Oliveira. Sobre este senador, ele nasceu em Granja e formou-se advogado pela Universidade Federal de Pernambuco com Doutorado pela Universidade Federal do Ceará, onde ensinou. Promotor de justiça em Granja e Fortaleza, elegeu-se deputado federal antes do Estado Novo e com a queda do regime retomou sua vida pública. Em 1946 concordou com a fusão entre PPS, PRP e PAN para a criação do PSP liderado por Ademar de Barros.

## Resultado da eleição para senador
Conforme o acervo do Tribunal Regional Eleitoral do Ceará.
| Candidatos a senador da República | Primeiro suplente de senador | Número | Coligação           | Votação | Percentual |
| --------------------------------- | ---------------------------- | ------ | ------------------- | ------- | ---------- |
| Plínio Pompeu UDN                 | Tomaz Rodrigues UDN          | -      | UDN (sem coligação) | 160.468 | 28,57%     |
| Olavo Oliveira PPS                | Carlos Saboia PSP            | -      | PPS (sem coligação) | 157.001 | 27,95%     |
| César Cals PTB                    | Não havia -                  | -      | PTB (sem coligação) | 109.474 | 19,49%     |
| Menezes Pimentel PSD              | Não havia -                  | -      | PSD (sem coligação) | 106.705 | 19,00%     |
| Luís Carlos Prestes PCB           | Não havia -                  | -      | PCB (sem coligação) | 14.070  | 2,50%      |
| Jeová Mota PCB                    | Não havia -                  | -      | PCB (sem coligação) | 13.968  | 2,49%      |

## Deputados federais eleitos
São relacionados os candidatos eleitos com informações complementares da Câmara dos Deputados.

Representação eleita
  UDN: 10
  PSD: 5
  PPS: 2

Fonteː
| Deputados federais eleitos | Partido | Votação | Percentual | Cidade onde nasceu | Unidade federativa |
| Fernandes Távora           | UDN     | 23.024  |            | Jaguaribe          | Ceará              |
| Paulo Sarasate             | UDN     | 15.131  |            | Fortaleza          | Ceará              |
| Moreira da Rocha           | PSD     | 14.107  |            | Fortaleza          | Ceará              |
| Gentil Barreira            | UDN     | 13.942  |            | Solonópole         | Ceará              |
| Beni Carvalho              | UDN     | 12.175  |            | Aracati            | Ceará              |
| Frota Gentil               | PSD     | 11.673  |            | Sobral             | Ceará              |
| Francisco Monte            | PSD     | 11.630  |            | Sobral             | Ceará              |
| Edgar Arruda               | UDN     | 11.450  |            | Fortaleza          | Ceará              |
| Stênio Gomes               | PPS     | 10.952  |            | Baturité           | Ceará              |
| João Adeodato              | PPS     | 10.700  |            | Sobral             | Ceará              |
| Raul Barbosa               | PSD     | 9.626   |            | Fortaleza          | Ceará              |
| Osvaldo Studart            | PSD     | 9.522   |            | Fortaleza          | Ceará              |
| Egberto Rodrigues          | UDN     | 6.707   |            | Fortaleza          | Ceará              |
| Fernandes Teles            | UDN     | 6.667   |            | Crato              | Ceará              |
| Alencar Araripe            | UDN     | 5.991   |            | Pereiro            | Ceará              |
| José de Borba              | UDN     | 5.866   |            | João Pessoa        | Paraíba            |
| Leão Sampaio               | UDN     | 5.553   |            | Barbalha           | Ceará              |